# Shrewsbury Challenger 2007
Lo Shrewsbury Challenger 2007 è stato un torneo di tennis facente parte della categoria ATP Challenger Series nell'ambito dell'ATP Challenger Series 2007. Il torneo si è giocato a Shrewsbury in Gran Bretagna dal 19 a 25 novembre 2007 su campi in cemento indoor.

## Vincitori

### Singolare
Igor' Kunicyn ha battuto in finale  Igor Sijsling con il punteggio di 6–2, 6–4

### Doppio
Frederik Nielsen /  Rasmus Norby hanno battuto in finale  Edward Allinson /  Ian Flanagan con il punteggio di 6–3, 6–2